# Tidmington
Tidmington – wieś w Anglii, w Warwickshire, w dystrykcie Stratford-on-Avon. W 2001 wieś liczyła 26 mieszkańców. Tidmington jest wspomniana w Domesday Book (1086) jako Tidelmintun.